# 21世纪环球报道

《21世纪环球报道》头版

《21世纪环球报道》是隶属于南方日报报业集团（后更名为南方报业传媒集团），在广州出版在中国大陆发行的报纸。包括新闻、专题和副刊。于2003年3月停刊。
报纸创刊号号称发行量达到300800份，创造了中国创刊号发行量的一个纪录。

## 概况
《21世纪环球报道》创刊于2002年5月31日，正式出版的最后一期是2003年3月10日（3月17日的未能发行即被收回）。总计发行76期（不含收回）。
从2002年7月开始每周发行两刊，分别是周一刊（时事新闻为主）和周五刊《21世纪环球报道·明星周刊》（娱乐新闻为主）。
《21世纪环球报道》（周一刊）最初以“新闻全球化”为办刊方针，追求达到“全球视野 中国视点”的目标，主要报道方向为中国为主的时事新闻，也包括中国周边的政治、经济、文化等内容。在它最后出版的三期，已将方针悄悄转变为“见证中国政治文明”，把报道方向转到了中国一直控制严格的国内政治新闻上。这也是被很多人认为是造成它停刊的主要原因之一。
《21世纪环球报道·明星周刊》（即周五刊）的推出，在当时的中国大陆引起了广泛的关注。该份报章在大陆地区的娱乐报纸中首次引进橙色的新闻纸，提出娱乐新闻成熟化的目标。另外，报章打出的“不卖黄色卖橙色”的广告也特别能吸引人们的眼球。

## 创刊之后的影响
由于学习了世界媒体办报和写作风格，打破了长期以来由官方媒体造成的沉闷气氛，报章获得了知识分子阶层的了广泛认同。同时，不同于官方媒体的挖掘深度和视角、来自第一线记者的报道也赢得了读者的认同和信赖。
同时，在中国大陆媒体中也引发了模仿它的风潮。

## 停刊

### 原因
据称是由于刊发了对前毛泽东秘书、被称为“体制内异见高官”的李锐的专访，有关部门勒令停止了报纸的发行。但这一说法并没有经过中国官方的证实。
报社收回2003年3月17日的报纸后，也并未说明原因。后来同为南方日报报业集团下属报纸的《21世纪经济报道》曾发布过启事，称是“由于改版”《21世纪环球报道》暂时休刊。这也是南方日报报业集团对停刊的唯一解释。
事后对停刊有人总结为以下原因：
- 一些专题报道如“南京汤山投毒案”等；[6][7]
- 对中国经济改革之后的阶层分化的关注，对艾滋病患者维权人士、对中国国内受到监控的非政府组织领导人的报道；
- 一些在中国大陆被控制的新闻，如“朝鲜人冲击驻华使馆”事件、中俄边境勘定、台湾政治等也曾被披露；
- 对中国国内政治，特别是对当时中共十六大之后提出的“政治文明”的相关议题，以及对在当时尚未召开的2003年“两会”，进行了不同于官方媒体的大幅度报道；[2]

这些都在读者中引起了广泛关注，而这些在中国大陆都是被严格控制的。劉曉波认为，是由于对国内外政治“过度热心”，才造成了停刊的局面。

### 后续
停刊是由周一刊《21世纪环球报道》造成的，并由此累及使用同一刊号的周五刊《21世纪环球报道·明星周刊》。有人认为，是由于两刊使用同一刊号属于违规，导致了停刊。事实上，“两刊同号”的违规并不会造成停刊这样的严重结果，一般仅仅是罚款和警告。
停刊之后的《21世纪环球报道》曾经试图复刊，经过各方努力终告失败。此后《21世纪环球报道》采编团队解散。
采编团队主要流向如下：
- 到南方日报报业集团的其他媒体
- 进入《东方早报》、《外滩画报》等上海媒体
- 进入其他媒体（如《青年参考》，香港《凤凰周刊》，中国中央电视台等）
- 其他

2003年5月，《21世纪环球报道》的网站内容被全部删除。